# Darkest Hour
I Darkest Hour sono un gruppo metalcore statunitense con forti influenze melodic death metal, nato a Washington nel 1995.

## Storia del gruppo

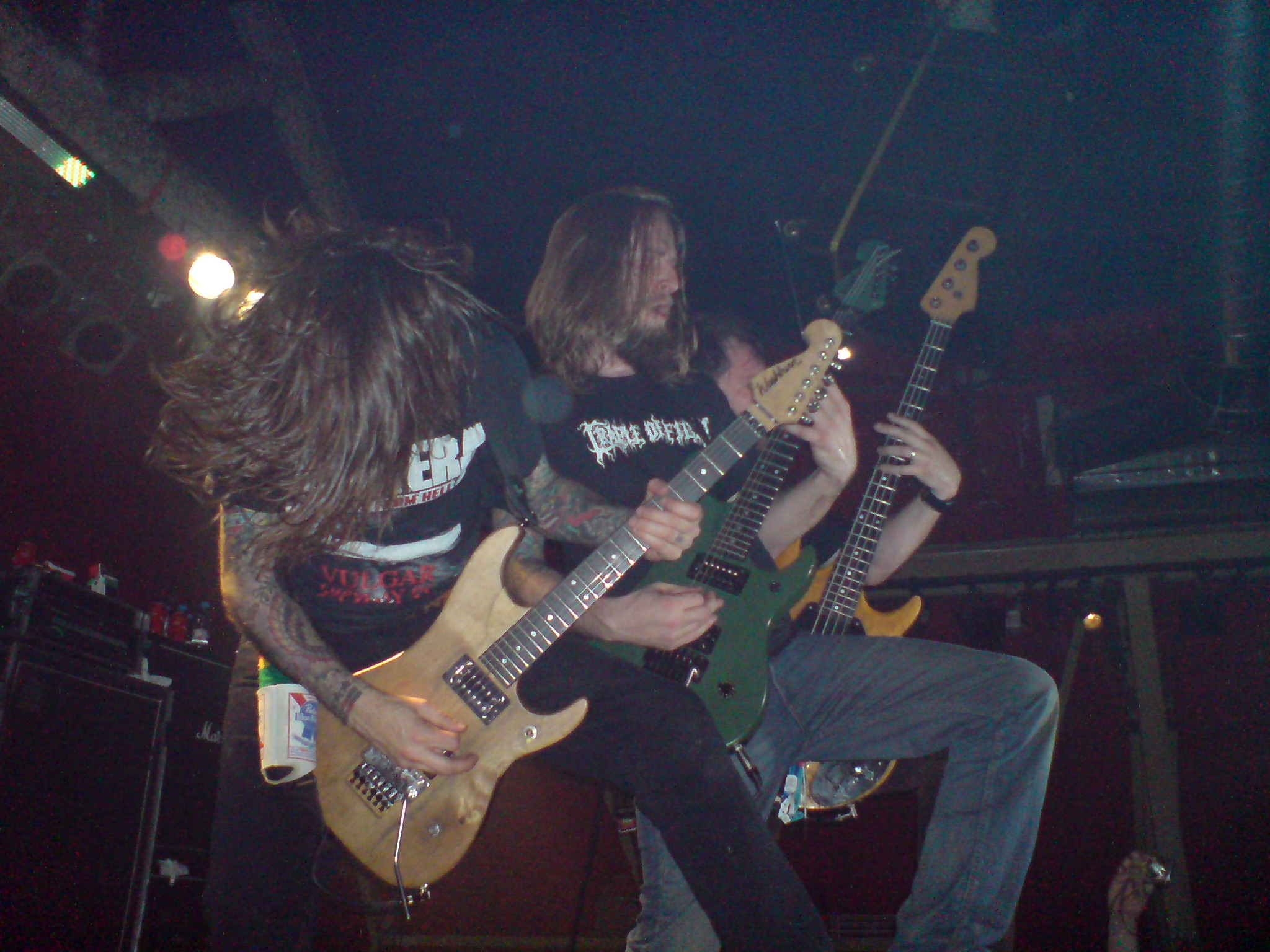
I Darkest Hour a Barcellona nel 2009

La band è nata per iniziativa di Mike Schleibaum. Prima di riuscire a fare il primo concerto il 23 settembre 1995 il gruppo subisce numerosi cambi di formazione. Insieme a Schleibaum ci sono John Henry, Matt Maben e Raul Mayorga, il prodotto è un sound più oscuro e lento rispetto a quello melodico attuale ed influenzato da gruppi come Bloodlet e Damnation A.D.. L'EP chiamato The Misanthrope viene pubblicato nel 1996 dalla piccola label Death Truck Records, nel 1998 esce un altro EP chiamato The Prophecy Fulfilled questa volta per la Art Monk Construction, un'etichetta leggermente più grande della precedente. La band comincia ad evolversi, si sentono influenze svedesi, il sound si rafforza con l'entrata del batterista Ryan Parrish, del bassista Billups Allen e del secondo chitarrista Fred Ziomek. Tutto questo porta al primo full-length, The Mark of Judas, che viene pubblicato nell'estate 2000. A causa del profondo cambiamento, la band tende ad ignorare i primi EP e si riferisce all'album considerandolo la prima release.

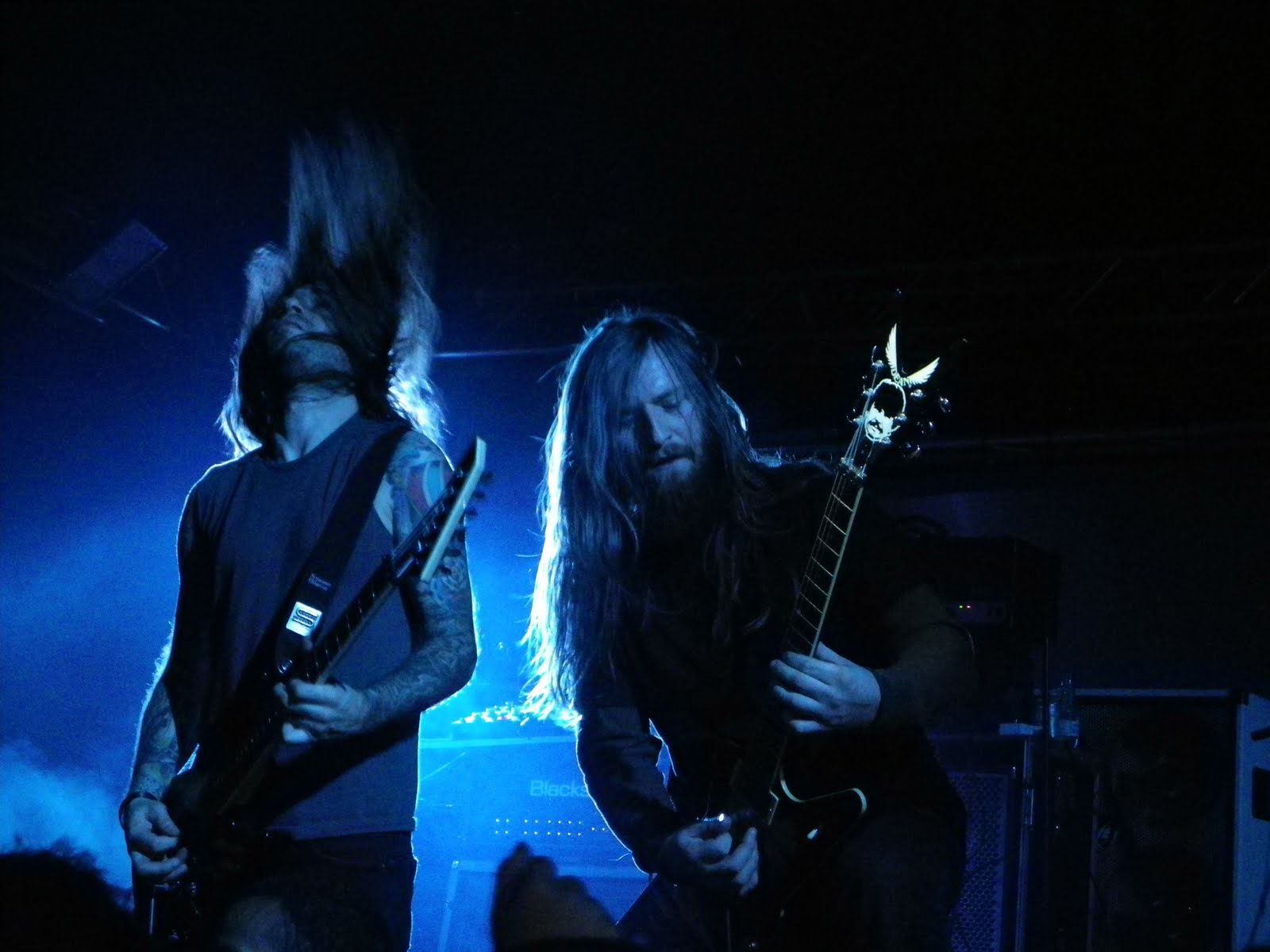
I Darkest Hour in concerto nel 2011

Molti fans lo giudicano il migliore LP del gruppo, benché abbia avuto una distribuzione e una promozione quasi nulla a causa del fallimento della M.I.A. Records poco tempo dopo la sua pubblicazione. Comunque a questo punto i Darkest Hour hanno raggiunto una notorietà tale da arrivare agli orecchi della Victory Records che li mette sotto contratto. Il debutto con la Victory, So Sedated, So Secure, è del 2001, e dopo la sua pubblicazione Billups e Ziomek lasciano la band per essere rimpiazzati da Paul Burnette e, dopo la parentesi temporanea di Mike Garrity, da Kris Norris.
L'influenza di Norris porta all'abbandono dell'influenza hardcore per un sound più puramente metal, cambiamento che viene amplificato quando la band decide di ricorrere all'aiuto del produttore svedese Fredrik Nordström. Il risultato, Hidden Hands of a Sadist Nation, è un album che gli fa guadagnare maggiore notorietà nella scena metal tradizionale, al punto che nel 2004 ai Darkest Hour viene chiesto di partecipare all'Ozzfest.
Altro cambiamento significativo avviene a livello dei testi, mentre il lavoro precedente criticava le organizzazioni religiose e il crescente commercialismo, ora i temi sono politici con critiche al militarismo americano post 11 settembre.

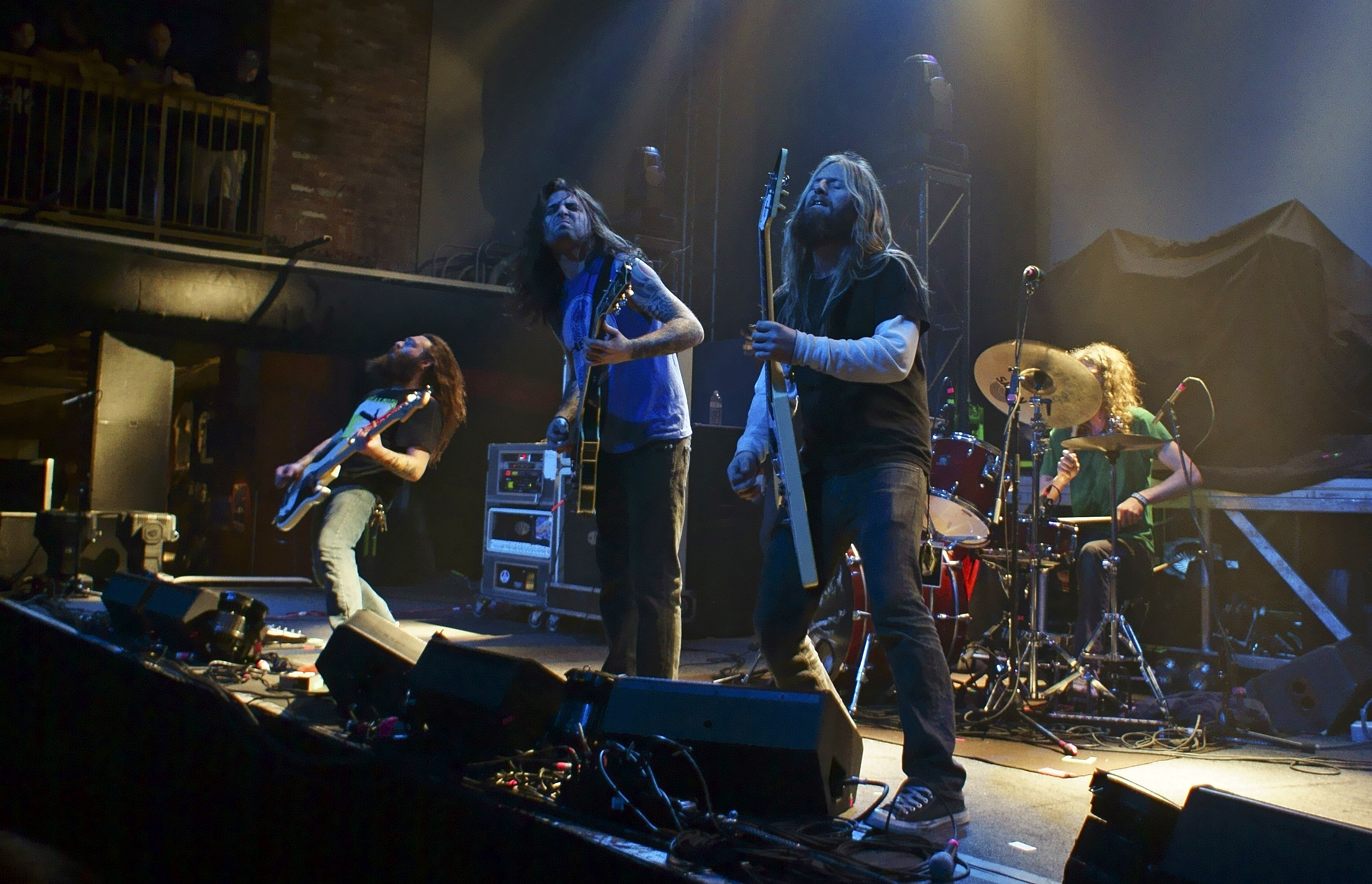
I Darkest Hour in concerto nel 2012

Undoing Ruin contiene un messaggio più "positivo", i testi guardano avanti, parlano della guarigione e puntano a rendere la vita nuovamente importante, Schleibaum dice che l'album tratta del cambiamento, personale e musicale.
Il 4º album è stato prodotto da Devin Townsend degli Strapping Young Lad ai Greenhouse Studios di Vancouver. Townsend, famoso oltre per la sua band anche per aver lavorato con Lamb of God e Soilwork, porta un cambiamento nel sound dei Darkest Hour:
(Mike Schleibaum)

## Formazione

### Formazione attuale
- John Henry - voce (1995-presente)
- Mike Carrigan - chitarra (2008-presente)
- Mike Schleibaum - chitarra (1995-presente)
- Paul Burnette - basso (2001-presente)
- Travis Orbin - batteria (2013-presente)

### Ex componenti
- Tom Lythgne - chitarra (1995)
- Fred Ziomek - chitarra (1999-2002)
- Kris Norris - chitarra (2001-2008)
- Mike Garrity - chitarra (2002)
- Kevin Lamiel - basso (1995)
- Raul Mayorga - basso (1995-1999)
- Billups Allen - basso (1999-2001)
- Matt Maben - batteria (1995-1999)
- Ryan Parrish - batteria (1999-2011)

## Discografia
Album in studio
- 2000 - The Mark of the Judas
- 2001 - So Sedated, So Secure
- 2003 - Hidden Hands of a Sadist Nation
- 2005 - Undoing Ruin
- 2007 - Deliver Us
- 2009 - The Eternal Return
- 2011 - The Human Romance
- 2014 - Darkest Hour
- 2017 - Godless Prophets & the Migrant Flora
- 2024 -  Perpetual | Terminal

Raccolte
- 2006 - Archives

EP
- 1996 - The Misanthrope
- 1999 - The Prophecy Fulfilled

Split
- 1999 - Darkest Hour/Groundzero
- 2001 - Where Hereos Go to Die
- 2004 - Darkest Hour/Set My Path

Demo
- 1996 - Darkest Hour

## Videografia

### DVD
- 2005 - Party Scars and Prison Bars: A Thrashography